# Виреон Белла
Виреон Белла (лат. Vireo bellii) — вид певчих воробьинообразных птиц из семейства виреоновых. Назван в честь таксидермиста Джона Грэхема Белла (1812—1889; en:John Graham Bell). Обитают в Северной Америке (США и Мексика).

## Описание
Длина тела 12,1—12,7 см. Окраска тускло-оливково-серая сверху и беловатая снизу. У этих птиц имеется слабо выраженное белое кольцо вокруг глаза.

## Консервация
МСОП присвоил виду охранный статус LC. Обитающий в Южной Калифорнии подвид Vireo bellii pusillus имеет охранный статус EN и его охране уделяется существенное внимание. Снижение численности этих птиц обусловлено утратой мест обитания и гнездовым паразитизмом со стороны Molothrus ater. Около половины существующей популяции этих птиц обитает на очистных сооружениях военной базы Кэмп-Пендлтон в округе Сан-Диего.